# Acerotella humilis
Acerotella humilis är en stekelart som först beskrevs av Jean-Jacques Kieffer 1913.  Acerotella humilis ingår i släktet Acerotella och familjen gallmyggesteklar. Inga underarter finns listade i Catalogue of Life.